# 景其濬
景其濬（?—?），字劍泉，贵州興義人，晚清政治人物，進士出身。

## 生平
咸豐二年（1852年）清文宗登極壬子恩科進士，二甲二十三名，选翰林院庶吉士，散館授翰林院編修，官至內閣學士，晚清大收藏家。